# Anja Niedringhaus
Anja Niedringhaus (Höxter, 12 ottobre 1965 – Khowst, 4 aprile 2014) è stata una fotoreporter tedesca.
Ha lavorato per l'Associated Press (AP) ed è stata l'unica donna fra gli 11 fotografi dell'AP ad aver vinto nel 2005 il Premio Pulitzer per la fotografia come giornalista di guerra in Iraq. Nello stesso anno ha vinto il Courage in Journalism Award dalla International Women's Media Foundation.
La Niedringhaus ha prestato servizio giornalistico in Afghanistan per diversi anni. Il 4 aprile 2014 è rimasta vittima di un attentato, alla vigilia delle elezioni presidenziali afghane.

## Carriera
Anja Niedringhaus è nata a Höxter, nella Renania Settentrionale-Vestfalia, in Germania. Esordisce nella fotografia a soli 16 anni come freelance. Un'occasione importante per la sua carriera si presenta nel 1989 quando scatta delle foto al crollo del muro di Berlino per il giornale tedesco Göttinger Tageblatt.
Grazie alle sue foto, inizia a lavorare a tempo pieno come fotoreporter nel 1990, quando entra a far parte della European Pressphoto Agency (EPA) a Francoforte, in Germania. Trascorre i primi dieci anni della sua carriera a Sarajevo nell'ex Jugoslavia come inviata di guerra.
Nel 2001, fotografa i resti delle Torri Gemelle distrutte dagli attacchi terroristici dell'11 settembre a New York. In seguito viaggia per l'Afghanistan dove trascorre tre mesi durante la caduta del regime talebano.
Nel 2002 entra a far parte dell'Associated Press, per la quale lavora in Iraq, Afghanistan, la Striscia di Gaza, Israele, Kuwait e Turchia. Il 23 ottobre 2005 riceve il IWMF Courage in Journalism Award da un'emittente americana durante una cerimonia a New York.
Dal 2006 al 2007 insegna giornalismo ad Harvard. Nel 2007, si aggiudica un prestigioso Nieman Fellowship, un premio dato ai giornalisti a metà carriera dalla Fondazione Nieman per il giornalismo. Questo premio permette ai vincitori di poter raffinare le proprie competenze nel campo. Studia inoltre la cultura, la storia, la religione e le questioni di genere in Medio Oriente e il loro impatto sullo sviluppo della politica estera negli Stati Uniti e in altri paesi occidentali.
I suoi scatti sono stati in mostra al Museo di Arte Moderna di Francoforte e alla Galleria di Berlino, a Londra e in Canada.

## La foto simbolo
Dai conflitti in Bosnia alla Libia, dalla Striscia di Gaza all'Iraq: quella della Niedringhaus è stata una vita in prima linea nelle zone di guerra. È stata tra l'altro autrice delle foto simbolo della strage di Nassirya, il 12 novembre 2003 in cui 19 italiani persero la vita.
Tra queste la più celebre, quella di notte, a molte ore dall'attentato, in cui un soldato italiano, preso dallo sconforto, si porta la mano alla testa, coperta dal casco, volgendo disperato lo sguardo a terra. Sullo sfondo le macerie del palazzo squarciato dall'esplosione di un'autocisterna di carburante imbottita di dinamite, che avvolse in una palla di fuoco la base italiana nel centro della città.
In realtà, il soldato si stava semplicemente sistemando il casco, come risulta da un servizio del notiziario TG2 -andato in onda il 22 aprile 2014- che riprese durante un'intervista il caporalmaggiore dell'esercito Mattia Piras, presente sullo sfondo.
Nel 2011 vince il Premio Abisag Tüllmann conferito al giornalista professionista tedesco che si sia particolarmente distinto. Prende il nome dalla fotografa Abisag Tüllmann che ha lavorato come le maggiori testate giornalistiche tedesche come Die Zeit e Spiedgel.

## Morte
Anja Niedringhaus è rimasta uccisa la mattina del 4 aprile 2014, all'età di 48 anni, in un attentato, alla vigilia delle elezioni presidenziali in Afghanistan, assieme a Kathy Gannon, una collega canadese dell'Associated Press che è rimasta invece ferita. Le due giornaliste si trovavano nella provincia di Khowst vicino a Kabul, nella parte orientale del Paese, quasi al confine con il Pakistan, mentre stavano visitando l'ufficio del governatore del distretto di Tanai, sono state aggredite da colpi d'arma da fuoco da un uomo in uniforme che ha ucciso la Niedringhaus gridando "Allah u akbar", e che in seguito è stato arrestato.
L'Afghanistan ha vissuto una tormentata vigilia elettorale: il 5 aprile 2014 si sono svolte le elezioni per il Presidente, elezioni che i talebani hanno minacciato di insanguinare in tutto il Paese. L'omicidio della Niedringhaus infatti è il terzo attacco contro giornalisti a Kabul; l'11 marzo 2014 è stato assassinato lo svedese Nils Horner, in pieno centro della cittadina, mentre svolgeva interviste, e solo due settimane prima un giornalista afghano dell'agenzia Afp, Sardar Ahmad, è rimasto ucciso in un attentato talebano contro un hotel di lusso della capitale, insieme alla moglie e ai due figli maggiori. La foto dell'unico sopravvissuto della famiglia, un bimbo di due anni, in un letto d'ospedale ma con il sorriso, è stato uno degli ultimi post della fotografa tedesca sul suo profilo Twitter, il 28 marzo scorso.
L'ultima immagine dall'Afghanistan, pubblicata sul suo sito il 2 aprile 2014, era stata scelta dal New York Times.